# 理查·施特勞斯
理查·格奥尔格·施特劳斯（德語：Richard Georg Strauss，1864年6月11日—1949年9月8日），德国作曲家、指挥家。史特勞斯深受以李斯特、華格納為首的「新日耳曼學派」之影響，被認為是德奧音樂傳統的最後繼承者，也是晚期浪漫主義的代表作曲家，常與馬勒並稱。
施特劳斯的早期作品具有典型浪漫主义的特点；在1888年創作的交響詩《唐璜》則運用了更加豐富的半音，展現不同以往的「嘉年華式」風格，被視为他邁入浪漫晚期風格的代表作品。此後他繼續在作品中探索半音與和聲的可能性，分別於1905年和1909年首演的《莎樂美》、《厄勒克特拉》是這波趨勢的高峰，也為現代主義音樂奠下相當的基礎。自1911年的《玫瑰騎士》開始，史特勞斯的歌劇無論在選材或風格上都回歸其原先的穩健，從此而終。在施特勞斯創作生涯後半，他的作品常被看作是守舊和過時的。施特劳斯具有极其卓越的对位写作才能及配器技術，几乎所有作品的织体都非常复杂。
施特劳斯在1933年曾担任纳粹德国帝國音樂院的院長，后来因为犹太籍音乐家与纳粹当局意见不合，遂於1935年辞职；战后則受到审查，直到1948年才由政府正式澄清平反。事实上，他由于创作涉及戀父情結话题的《厄勒克特拉》，与犹太作家茨威格合作《沉默的女人》，以及儿媳是犹太人等原因，一直受到纳粹政府的监视。
他与以小约翰·施特劳斯为代表的维也纳施特劳斯家族没有关系，有時會以全名理查·施特劳斯稱呼以作區分。他还是配乐作曲家马克斯·史坦纳的教父和老师。

## 生平

### 早年生活與事業（1864-1886年）
史特勞斯於1864年6月11日出生於慕尼黑。他是約瑟芬妮與法蘭茲·施特劳斯的兒子。弗朗茨是当时有名的法國號演奏家，任職於慕尼黑宮廷劇院，同時也是皇家巴伐利亞音樂學校的教授。約瑟芬妮則是當地一名富有釀酒人的女兒。
史特勞斯4歲時開始受音樂教育，向當時慕尼黑宮廷樂團的大鍵琴手奧古斯特·通博（August Tombo）學習鋼琴。史特勞斯很快地便開始參與管弦樂團的排練，並向樂團的助理指揮學習樂理和配器。他6歲時寫下第一首作品，從此創作不輟。1872年，史特勞斯向父親的表親，也是宮廷樂團的總監本諾·瓦爾特學習小提琴；又在11歲時接受了弗里德里希·威爾海姆·梅耶（Friedrich Wilhelm Meyer）為期五年的作曲課程。
除了這些老師，史特勞斯在音樂上也深受父親影響。其父親的教导注重古典主義的基礎，史特勞斯因而廣泛認識了貝多芬、海頓、莫札特、舒伯特等人的作品。在史特勞斯童年至青少年時期的創作中，他的父親也時常給予意見、建議或批評。直到1880年代初期，史特勞斯的作品多受惠於舒曼、孟德爾頌的風格，這反映了他父親的指導。
1874年，史特勞斯初次聆聽了華格納的歌劇——《羅恩格林》、《唐懷瑟》。1878年，他參與了在慕尼黑的《女武神》與《齊格菲》的演出；隔年甚至參與了《指環》全作、《紐倫堡的名歌手》及《崔斯坦與伊索德》的演出。華格納的音樂對史特勞斯的風格影響顯著，但起初他保守的父親禁止他從中學習。在史特勞斯的家庭裡，華格納音樂的價值一直受到懷疑，這種情形持續到他16歲那年取得《崔斯坦》的樂譜為止。不過，雖然史特勞斯於1882年前往拜魯特音樂節聆聽其父參與的《帕西法爾》的首演，他卻在之後的書信裡詳述了他對華格納其人和音樂的負面印象。對於保守派針對華格納前衛作品的敵意，史特勞斯在晚年表達了深刻的遺憾。
1882年12月，史特勞斯的小提琴協奏曲（op.8）首演，主奏者是他的老師本諾·瓦爾特，他自己則負責管弦樂部的鋼琴版簡譜。同年史特勞斯從路德維希文法中學畢業後進入慕尼黑大學，主修哲學和藝術史，而非音樂。但他只讀了一年便離開去往柏林研習。1885年秋，他成為邁寧根宮廷樂團樂長汉斯·冯·彪罗的副指揮。畢羅對史特勞斯的作品印象深刻，因而對這位年輕人愛護有加。而史特勞斯也從畢羅的排演過程領略到詮釋與指揮的藝術。也是在畢羅的指揮下，史特勞斯完成了自己作為鋼琴家的首次重大演出，曲目是莫札特第24號鋼琴協奏曲，他甚至為其寫了專屬的華彩樂段。
1885年12月，畢羅辭去邁寧根的職務，史特勞斯於是成為該樂團暫定的首席指揮，直到1886年4月。期間他幫忙張羅了布拉姆斯第四號交響曲的首演，這部作品由作曲家本人指揮。史特勞斯在這時期也指揮過布氏的第二號交響曲。布拉姆斯曾對史特勞斯提出建言，指出他的交響曲過份操弄主題，且這些主題多派生自單一和聲，從而顯得單調。如同華格納，布拉姆斯的音樂也影響史特勞斯頗多，史氏常謂生涯的這個階段為「布拉姆斯熱」（Brahmsschwärmerei），布氏的風格因此反映在他此時期的作品中，例如鋼琴四重奏（op.13）、合唱曲《流浪者的風暴》（op.14）、《d小調詼諧曲》。

### 指揮與交響詩的成功（1885-1898年）
史特勞斯在1885年結識了作曲家亞力山大·瑞特，他是華格納的姻親，也是邁寧根宮廷樂團的小提琴手。作為華格納和李斯特的熱心擁護者，瑞特深深影響了史特勞斯此後的作曲傾向。瑞特說服史特勞斯放棄原先保守的風格並接納「未來的音樂」，也就是以華氏和李氏的風格為作曲模式，甚至促使他接觸叔本華的思想著述。史特勞斯逐漸發展出新的美學觀，這成為他之後交響詩創作的基礎。
在1886年辭去邁寧根的職務後，史特勞斯先是用了數週時間遊歷義大利，接著就任巴伐利亞邦劇院（位於慕尼黑）的第三指揮。在旅行義大利途中，他寫下了一些景點的文字描述以及伴隨這些描述的樂思。史特勞斯將這些構想寫信告訴母親，而它們最終發展成他的第一首交響詩《來自義大利》。在史特勞斯得到新職務不久後，瑞特也在同年9月移居慕尼黑。兩人在往後的三年裡常常會面談論音樂（特別是新日耳曼學派）、詩歌、文學、哲學等話題。
史特勞斯在巴伐利亞的任期不算愉快。國王路德維希二世逝世後，劇院沒能得到其繼位者鄂圖充足的贊助。這意味多數史特勞斯中意的、更具抱負也更高成本的歌劇（譬如華格納的作品）將難以上演。而劇院的指定劇目，例如布瓦爾迪厄、奧柏、董尼才悌等人的作品，常令他感到無趣。此外，劇院的資深指揮赫曼·李維（Hermann Levi）身體時常有恙，使史特勞斯常得臨危受命指揮自己沒有參與排練的歌劇。好在這段期間他在慕尼黑以外的許多城市找到了令他滿意的指揮工作，特別是萊比錫，他於1887秋季在此與馬勒結識。同年，史特勞斯邂逅了他未來的妻子——女高音寶琳·德·艾娜。寶琳當時原是慕尼黑音樂學院的聲樂學生，但很快便轉到史特勞斯門下接受指導。
1889年5月，史特勞斯在被任命為薩克森-威瑪-艾森納赫的宮廷樂長後辭去邦劇院的職務，而新職務從秋季開始。因此當年夏季史特勞斯方有機會作為拜魯特音樂節的助理指揮，並藉此結交了音樂節總監科西瑪·華格納。    之後史特勞斯帶著寶琳·德·艾娜前往威瑪赴任，兩人在1894年9月結婚。寶琳雖以暴躁、多嘴、直言不諱著稱，但她同時是史特勞斯創作上重要的靈感來源。縱觀史特勞斯的作曲生涯，從藝術歌曲到歌劇都能看見他對女高音的偏愛以及對女性角色的細膩刻畫。1894年史特勞斯的首部歌劇《貢特拉姆》在威瑪首演，由寶琳擔任女主角。這部作品並不成功，特別是在後來於慕尼黑的演出，是史特勞斯生涯初次遭遇的重大挫折。
相較於歌劇，史特勞斯在威瑪最主要的成就是交響詩。1889年11月《唐璜》的首演引發巨大反響，是史特勞斯取得國際聲譽的開始。而隔年首演的《死與變容》同樣為他帶來成功。這兩部作品連同《d小調詼諧曲》奠定了史特勞斯身為前衛音樂旗手的地位。他在威瑪也不乏指揮上的成績，特別是為李斯特的交響詩以及1892年演出的完整版《崔斯坦》。
史特勞斯在1894年的拜魯特音樂節指揮《唐懷瑟》，並由寶琳演唱伊莉莎白一角。該年9月，在兩人結婚前，史特勞斯在再度接下巴伐利亞邦劇院的職位後離開威瑪。這次他擔任的是首席指揮，負責華格納歌劇的演出製作。接下來的四年也是史特勞斯生涯創作交響詩最豐沛的時期，包括《提尔恶作剧》（1895）、《查拉圖斯特拉如是說》（1896）、《唐吉訶德》（1897）、《英雄的生涯》（1898）。1894至1895年間史特勞斯也同時兼任柏林愛樂的首席指揮。他唯一的孩子法蘭茲則出生在1897年。

### 成名（1898-1933年）

#### 三部歌劇
之後，史特勞斯離開巴伐利亞邦劇院。1898年11月1日，他接替了费利克斯·魏因加特纳，擔任柏林國立樂團首席指揮（同時執掌柏林國立歌劇院，此後15年他一直擔任這個職位）。這段時期他時常作為客座指揮巡演於國際間並享有盛名，而他自己的作品也在演出曲目之列。他在1901年成為全日耳曼音樂協會（新日耳曼學派的首要組織）和德國音樂家協會的主席。他也擔任過音樂叢書的編輯。史特勞斯運用這些職位的影響力支持並推廣許多當代德國作曲家，例如馬勒。他作為作曲家的名聲也蒸蒸日上；首場完全以史特勞斯作品為主打的音樂會在1901年由維也納愛樂演出。1903年倫敦與海德堡都舉辦了史特勞斯音樂節，在後者他的清唱劇《塔耶弗》首演。
1904年史特勞斯開始了他的首次北美巡演，途經波士頓、芝加哥、克里夫蘭、辛辛那提、紐約、匹茲堡等地。該年3月他在卡內基音樂廳首演了自己的交響詩《家庭交響曲》。這一年史特勞斯在卡內基和作曲家赫曼·漢斯·韋茨勒（Hermann Hans Wetzler）合作指揮了許多作品，還與妻子寶琳共演了一場藝術歌曲音樂會。在這次巡演中史特勞斯也集中心力創作他的第三部歌劇《莎樂美》，其劇本以1891年由王爾德所作的同名戲劇為基礎。這部歌劇於1905年在德勒斯登首演，造就極大轟動與史特勞斯前所未有的成功，很快令世界各地的劇院紛紛投入製作。
1906年，史特勞斯用《莎樂美》的版酬在加米施-帕滕基興買了土地並建造別墅（1908年建成）。這棟別墅起初只作為避暑地，後來史特勞斯才決定在此定居，直到去世。（史特勞斯死後其親人仍居住於此，直到孫子克里斯蒂安於2020年去世為止。現作為檔案館。）
《莎樂美》之後，史特勞斯開始與劇作家胡戈·馮·霍夫曼史塔合作，推出《厄勒克特拉》（1909）與《玫瑰騎士》（1911），後者尤其在國際間引發狂熱，被認為是史特勞斯音樂成就的巔峰。

#### 最後的交響詩
早在1899年，史特勞斯就曾構想一部作品「藝術家的悲劇」（Künstlertragödie），但在草稿階段就放棄了。很快地他又以這些草稿為基礎，擬了另一部四樂章的作品「阿爾卑斯」（Die Alpen），卻一樣沒有完成。多年後，就在《玫瑰騎士》首演完沒多久的5月，馬勒去世。史特勞斯決定重新回顧「阿爾卑斯」，並於馬勒去世隔天在日記寫道：
這位有抱負、理想主義、富活力的藝術家的死是一個重大的損失。猶太人馬勒在基督教中臻至崇高；而英雄華格納年老時也在叔本華的影響下回到它（基督教）。但我很清楚，德意志民族只有從基督教中解放自己才能獲得新的創造力……（因此）我將稱我的阿爾卑斯交響曲為：反基督（Der Antichrist，出自尼采的同名著作）。因為它象徵透過個人力量的道德純化，以及藉由勞作、敬仰永恆且宏偉的自然而得的解放。
作品起先被構想為由兩部分組成，題為「反基督：阿爾卑斯交響曲」。但後來史特勞斯沒有完成第二部分，而是放棄了標題「反基督」三字，將這部單樂章作品單純稱為「阿爾卑斯交響曲」。在經過多年的反覆琢磨後，史特勞斯的創作一往無前。1914年11月他開始配器，僅三個月全曲便告完成。《阿爾卑斯交響曲》在1915年10月於柏林由作曲家本人指揮。

#### 持續創作
《玫瑰騎士》之後，史特勞斯推出一系列成功的歌劇作品，包括《阿里阿德涅在納克索斯島》（1912,1916）、《沒有影子的女人》（1919）、《埃及的海倫》（1928）、《阿拉貝拉》（1933）。
史特勞斯唯一一部完全由自己撰寫劇本的歌劇《間奏劇》於1924年在德勒斯登森柏歌劇院首演。在這部作品裡史特勞斯有意擺脫後華格納的歌劇思想（這也是霍夫曼史塔劇本的基本框架），轉而接納一種現代家常喜劇，同時他炮製了《玫瑰騎士》的經驗將傳統舞曲與後浪漫風格磨合。《間奏劇》的成功預示晚年的史特勞斯在現代主義（無調性）歌劇的浪潮中將堅持自己的路線。
這段期間他也以名指揮的身分活躍於歐洲各地。1919年史特勞斯成為维也纳國立歌剧院的首席指挥，直到1924年。1920年他与马克斯·赖因哈特、霍夫曼史塔等人一同復興了萨尔茨堡音乐节。
1924年，史特勞斯的兒子法蘭茲與一位猶太實業家的女兒愛麗絲·馮·格拉布-赫曼斯沃特（Alice von Grab-Hermannswörth），以天主教的禮儀成婚。他們育有兩子：理查和克里斯蒂安。

### 在納粹治下（1933-1945年）

#### 帝國音樂院
1933年，納粹與希特勒權力登頂。史特勞斯未曾入籍納粹，甚至會謹慎避用納粹禮。但出於權宜考量，他起初仍與納粹保持一定合作，並冀望身為華格納狂熱者的希特勒（他在1907年觀看過《莎樂美》後也同樣欣賞史特勞斯的作品）能幫助宣揚德國的藝術及文化。史特勞斯的合作動機也包含兒媳與孫子的敏感身分，以及他決心保護並演出一些被查禁的作曲家的作品，如馬勒、德布西。
這一年，史特勞斯在私人筆記裡寫下：
我認為施特萊徹與戈培爾對猶太人的迫害是對德國榮光的侮辱，是他們無能的證據——也是懶惰、平庸者對付更高才智者時所能用的最陽春的武器。
事實上，與史特勞斯合作同樣是納粹高層的權宜之計。戈培爾在日記中就寫道：
不幸地是我們仍需要他（史特勞斯），但總有一天我們會有自己的音樂然後便不再需要這個頹廢的神經質者。
就這樣基於史特勞斯的名望，該年11月納粹任命他為新成立的帝國音樂院的院長。見證過漫長歷史的史特勞斯（他年幼時德意志甚至尚未統一）對政治並不感興趣，起初他只想接下職位而排除相關事務。但這個想法最終難以實現。後來史特勞斯在給家人的信中寫道：「我曾在皇帝（威廉二世）手下譜曲，也曾在艾伯特（威瑪共和總統）手下譜曲，這次我一樣能生存下來。」他在1935年的日記中又寫了：
1933年11月，部長戈培爾未經我事先同意便任命我為帝國音樂院院長。我接受這個榮譽職位是希望能做些好事並避免災厄——萬一此後德國的音樂生活被外行人和無知的鑽營者「重組」。
史特勞斯甚至私下奚落戈培爾是「小人」。他在1933年題獻給戈培爾一首藝術歌曲《小溪》（Das Bächlein, op.88），為的是爭取戈培爾的合作，以期能將德國音樂的版權年限從30年延長至50年。同年，在托斯卡尼尼為表對納粹的抗議辭去拜魯特音樂節指揮一職後，史特勞斯取代他指揮該年的《帕西法爾》。
史特勞斯試圖無視納粹對德布西、馬勒、孟德爾頌作品的禁令。他也繼續和他的好友、猶太作家斯蒂芬·茨威格合作於歌劇《沉默的女人》。當作品於1935年首演時，史特勞斯堅持茨威格的名字得出現在製作名冊上，此主張引發納粹不滿，希特勒與戈培爾於是避不出席。而這部歌劇僅演出了三場即被當局中止，甚至查禁。
同年6月，史特勞斯致信茨威格，當中提到：
你相信我向來的任何行動都是以「我是德國人」的想法為指導嗎？你以為莫札特創作時有作為「亞利安人」的意識嗎？我只認兩種人：有天賦的跟沒天賦的。
這封信卻被蓋世太保攔截並交給希特勒。史特勞斯也在這年被解除院長的職位。然而1936年柏林奧運仍使用了他的《奧運讚歌》（作於1934年）。史特勞斯1930年代與納粹表面上的關係常為一些知名音樂家所詬病，例如托斯卡尼尼，他在1933年史特勞斯就職時曾說道：「對於作為作曲家的史特勞斯，我願意摘下帽子；但對於作為人的史特勞斯，我會把帽子戴回去。」但事實上，史特勞斯在納粹當權期間多數的指揮活動都是為了迎合當局，以求得兒媳及孫子的安全。

#### 晚期歌劇與家庭變故
與茨威格合作受挫後，史特勞斯在作家、劇場歷史學者約瑟夫·格列戈爾的請求下轉而與其合作。他們首先動筆的是《達芙妮》，但它的首演反而晚於另一部作品《和平之日》。《和平之日》在1938年7月首演（當時德國正處於備戰狀態），其故事背景是三十年戰爭中的一場圍城。顯然，這部歌劇的反戰思想某程度是對納粹的批評。隔年6月，希特勒和納粹高層也觀看了這部作品（這場演出是史特勞斯75歲慶生活動的一部分）。但隨著9月德國入侵波蘭，《和平之日》後續的演出製作也被迫中止。
之後史特勞斯與格列戈爾又完成了《達奈的愛情》（1940）與《隨想曲》（1942），後者是史特勞斯傳世的最後（完整的）歌劇。
1938年，當兒媳愛麗絲被軟禁在加米施-帕滕基興時，史特勞斯以自己在柏林的親信確保她的安全。之後他開車前往泰雷津集中營要求釋放愛麗絲的祖母寶拉·諾伊曼（Paula Neumann），但未能成功，最後諾伊曼與其他25名親屬在集中營被殺害。當愛麗絲的母親瑪麗·馮·格拉布（Marie von Grab）安全待在瑞士琉森時，史特勞斯還致信親衛隊請求釋放她同樣被關在集中營的孩子；但他的信被無視了。
1942年史特勞斯與家人搬回維也納。在那裡愛麗絲和她的孩子能受到大區長官巴爾杜爾·馮·席拉赫（文藝愛好者，也是納粹高官中的鴿派）的庇護。但史特勞斯能力畢竟有限；1944年初愛麗絲和兒子在他不注意時被蓋世太保綁架並監禁了兩晚。後來史特勞斯介入干預兩人才獲釋，得以返回加米施，只是仍得被軟禁直到戰爭結束。

#### 戰末
史特勞斯在1945年4月完成了《變形》，這是為23支弦樂器所寫的習作。完成作品幾天後，史特勞斯在日記寫下：
人類史上最可怕的時期即將結束，在最重大的罪犯們當權下充滿獸行、無知與反文化的12年間，德國兩千年來的文化發展崩壞了。
儘管作曲家本人未對標題「變形」多作說明，後世普遍認為史特勞斯是為了哀悼戰爭期間德國在文化和物質上受到的摧殘（許多重要歌劇院遭轟炸）。也有學者認為這部作品來自史特勞斯晚年閱讀歌德詩作後的心得。
就在同一個月，美軍開進加米施，且有意扣押史特勞斯的房產。史特勞斯不顧兒子勸阻，對當時的指揮官米爾頓·魏斯（Milton Weiss）中尉說道：「我是理查·施特劳斯，《玫瑰騎士》與《莎樂美》的作曲者。」幸好魏斯也是愛樂人士，一聽才認出眼前的人是史特勞斯。他讓史特勞斯保有房產，並為之樹立保護告示。而雙簧管演奏家約翰·德·蘭西當時也在軍中服役，他請求史特勞斯創作一首雙簧管協奏曲。起初史特勞斯拒絕這個提議，卻在幾個月後完成了《D大調雙簧管協奏曲》。

### 晚年與逝世（1942-1949年）
《隨想曲》首演後史特勞斯曾說：「我畢生的工作已經以《隨想曲》總結。此後我寫下的任何音符都無關乎音樂史了。」顯示年近八旬的史特勞斯儘管無意再構思大規模作品，卻仍想繼續創作。直到去世為止這段作曲動力未減的晚年，被傳記作家和樂評形容為「印度夏季」（Indian summer，即秋老虎）。此時期的作品包括《第二號法國號協奏曲》、《變形》、《雙簧管協奏曲》、《為單簧管及低音管的小協奏曲》、《最後四首歌》。
如同多數德國人，史特勞斯的銀行帳戶被凍結，許多資產也被美軍沒收。身無長物的史特勞斯與妻子在1945年10月離開德國前往瑞士，暫居於蘇黎世郊外的旅店。在那裡他們遇見了樂評威利·舒賀（他後來為史特勞斯作傳）。由於缺錢，史特勞斯在1947年展開他最後一次的國際巡演。在這場為期三週的倫敦之行，他指揮了幾首自己的交響詩和歌劇選段，也出席了英國廣播公司製作的《厄勒克特拉》的演出。這次的巡演堪稱成功，且紓解了史特勞斯夫婦財務上的困窘。1948年6月，史特勞斯在於慕尼黑舉行的去納粹化公審中被平反。
同年12月，在接受完膀胱手術後史特勞斯住院了數週，從此他的健康狀況直下。但他仍在自己85歲的慶生活動（1949年6月10日，慕尼黑攝政王劇院）中指揮了《玫瑰騎士》第二幕的終景，這也是史特勞斯最後的指揮演出。8月15日史特勞斯心臟病發作；9月8日下午兩點左右，他在加米施-帕滕基興的家中因腎衰竭悄然於睡夢中去世。臨終時史特勞斯對兒媳愛麗絲說道：「死亡不過就跟我在《死與變容》裡寫的一樣。」負責安排史特勞斯85歲慶生的喬治·蕭提，也同樣為史特勞斯的葬禮指揮音樂。

## 獲獎與榮譽
- 海德堡大學榮譽博士（1903/10/26）
- 法國榮譽軍團勳章 — 騎士（1907/6/30）、軍官（1914/6/14）
- 巴伐利亚科学与艺术勋章（1910/11/24）
- 牛津大學榮譽博士、慕尼黑榮譽市民（1914/6/24）
- 功勳勳章（1924/6/12）
- 維也納音樂與表演藝術大學榮譽博士、維也納與薩爾茨堡榮譽市民（1924）
- 紐約音樂學院（英语：New York College of Music）獎章（1932）
- 皇家愛樂協會（英语：Royal Philharmonic Society）金獎章（1936/11/5）
- 比利時皇冠勳章（英语：Order of the Crown (Belgium)）（1939/4/28）
- 慕尼黑大學榮譽博士（1949/6/11）

## 評價
直到1980年代，一些後現代音樂學家仍視史特勞斯為因循保守的作曲家，但晚近的研究重新評估了他作為現代主義者的身分。實際上，直到1900年代結束時，史特勞斯一直是樂壇先進技法的代表，只是在往後的創作生涯他保持著風格的恆定，才顯得與現代派脫節。基於早年所受的教育乃至個人品味，史特勞斯對調性有一定的遵從，且注重優美的旋律（即便在最前衛的《莎樂美》與《厄勒克特拉》也依然可見）與豪奢卻不失精密的音響。英國指揮家馬克·埃爾德第一次演奏史特勞斯的音樂是在大學製作《阿里阿德涅在納克索斯島》的演出時，日後他回憶道：「我當時瞠目結舌。我不知道音樂能用和聲及旋律來做他正在做的事。」
史特勞斯的音樂雖然在20世紀初蔚為風潮，對往後強調意識形態的（嚴肅音樂）作曲家們的影響卻有限。然而他描繪某些角色（例如《唐璜》、《提爾惡作劇》、《英雄的生涯》等）時所呈現的新鮮、奔放，甚至有些輕佻的情感，成為了世紀中電影配樂人的指引。電影配樂史學者、音樂剪輯師羅伊·普倫德加斯特（Roy Prendergast）寫道：「當面臨到電影中某種戲劇性的問題時，史坦納、康果爾德和紐曼會向華格納、普契尼、威爾第、史特勞斯等人尋求解答。」之後隨著庫柏力克在2001太空漫遊中使用《查拉圖斯特拉如是說》的開場，這段音樂成為史上最有名的電影配樂之一。約翰·威廉斯在超人、星際大戰等多部主流電影的配樂裡也體現了史特勞斯的影響。

## 作品節選

### 獨奏曲與室內樂
史特勞斯早期寫過一些獨奏曲與室內樂，是以較保守的風格創作。這些作品跨足多種體裁，但幾乎都是淺嘗輒止，可以看作史特勞斯少年至青年時期的探索，包含了兩首鋼琴三重奏（1877、1878）、弦樂四重奏（op.2, 1881）、鋼琴奏鳴曲（op.5, 1882）、小夜曲（op.7, 1882）、大提琴奏鳴曲（op.6, 1883）、鋼琴四重奏（op.13, 1885）、小提琴奏鳴曲（op.18, 1888）。

### 交響詩與其他管弦樂作品
史特勞斯早年曾寫過兩首交響曲（1880、1884），然而在結識亞歷山大·瑞特後他逐漸熟悉李斯特的交響詩，並開始檢討奏鳴曲式及傳統體裁的侷限。1886年完成的《來自義大利》是他在交響詩領域跨出的第一步。回到慕尼黑後史特勞斯有更多時間思考音樂與美學，《馬克白》（1886-1888）即是這個階段的成果，史特勞斯稱其為「新的道路」。儘管這首作品顯示作曲家找到了調和敘事與音樂形式的方法，風格也堪稱成熟，但按照布萊恩·吉列姆（Bryan Gilliam）在新格羅夫辭典中的說法，《馬克白》的主題不像史特勞斯之後的交響詩那樣鮮明，情節和音響也不夠清晰，故長久以來未被看重。
直到《唐璜》史特勞斯才真正在交響詩站穩腳步，並確立了一種新風格。歌劇《貢特拉姆》首演失利後，他更加投入創作交響詩。1904年首演的《家庭交響曲》則是史特勞斯技法的高峰，也標誌著他有意總結自己在交響詩的成就。11年後他才推出了下一部，也是最後一部交響詩《阿爾卑斯交響曲》。
史特勞斯通常被認為是將交響詩發揮得最好的作曲家。這些作品取材廣泛，包含了景物、文學、傳說、哲學、自傳等主題，將音樂能描寫的範圍拓展至極，是標題音樂的代表。除了將主題發展和多主題的整合、對位做到淋漓盡致（詳見主導動機），史特勞斯對各種樂器聲響的靈活操縱也加強了音樂的描繪力，譬如《阿爾卑斯交響曲》的「風暴」一段就用了雷鳴器、雙定音鼓加低音鼓（雷聲）、風鳴器、短笛（閃電）、管風琴等各式樂器的組合。史特勞斯不拘泥任何一種樂曲結構，甚至能活用傳統曲式，如《堂吉訶德》的變奏曲式、《提爾惡作劇》的輪旋曲式。
除了交響曲及交響詩，史特勞斯也寫有芭蕾《約瑟夫傳奇》、《奶油泡》，以及《節慶前奏曲》（Festliches Präludium, op.61）、《皇紀百週年紀念音樂》。

### 協奏曲
史特勞斯並不是以協奏曲為主打的作曲家。他的協奏曲不算太少，卻只創作於早年及晚年，且與其說是具抱負的作品更像是習作和消遣，規模、篇幅都較小。史特勞斯年輕時在老師和父親的影響下嘗試寫作了《d小調小提琴協奏曲》與《第一號法國號協奏曲》（1883），兩首作品呈現了他如何從自己最早吸收的音樂素養轉變到浪漫早、中期的風格。隨著美學觀與配器逐漸精進，史特勞斯放棄了這個體裁將近60年。到晚年的雙簧管協奏曲所代表的最後三首協奏曲時，他不再使用交響詩與歌劇中激烈的戲劇效果，而代以圓融保守的風格。總體而言，史特勞斯的協奏曲在其所屬的時代並不新奇，卻仍受到現今許多演奏家的重視。

### 歌劇
史特勞斯的前兩部歌劇《貢特拉姆》、《火荒》依舊沿襲典型的史詩劇模式，但前者以「愛」的元素推動劇情，後者則是以「性」。這兩部作品音樂表現不俗，卻都因為情節問題受到冷落（雖然《火荒》上演之初在國內獲得一定成功）。《火荒》挑戰了敏感題材同時又引入逐漸被視為濫調的圓舞曲，顯見史特勞斯對歌劇的主張日益強烈。
1905年首演的《莎樂美》是史特勞斯歌劇事業的轉捩點。其基礎不是佳構劇，而是唯美主義文學；原著經由作曲家大幅剪裁，使得歌劇內容高度濃縮、對稱（角色間的要求與答覆都以三次為單位）。全曲的各種音樂技法都相當突出、前衛，並且史特勞斯開始強調一種更急促、貼近說話的唱腔。《莎樂美》擺脫了華格納沉重、冗長的風格，將歌劇提升到新的藝術層次。之後的《厄勒克特拉》在音樂和情節上同樣大膽，與《莎樂美》常被視為史特勞斯最具現代主義傾向的作品。而《玫瑰騎士》一反前態以日常喜劇為背景，除了展示史特勞斯過人的旋律才華，也成功調和了圓舞曲與後浪漫風格，一時風靡歐洲。
此後史特勞斯的創作題材大致分為兩類。承繼他對希臘神話興趣的作品包含了《埃及的海倫》（1928）、旋律優美的《達芙尼》（1938）以及排場盛大、有著亮麗音響的《達奈的愛情》（1940）。日常主題的作品則包含了以家庭軼事為靈感的《間奏劇》（1924）、《阿拉貝拉》（1933）、《沉默的女人》（1935）及富哲思的對話劇《隨想曲》（1942）。《阿里阿德涅在納克索斯島》（1916）則是以劇中劇形式將上述兩類題材結合。《沒有影子的女人》（1919）是其中的例外，也是史特勞斯唯一一部在劇本上採用象徵手法的歌劇，其規模宏大，無論在舞台、樂團、歌手等方面都有極高要求。
史特勞斯歌劇的一大特色是豐富多彩的管弦樂，例如《火荒》的〈愛之景〉（Liebesszene）、《莎樂美》的〈七層紗之舞〉、《達芙尼》的〈轉化〉（Verwandlung）、《隨想曲》的〈月光〉（Mondscheinmusik）；在某些作品裡甚至安插得特別頻繁，如《沒有影子的女人》、《間奏劇》；少數時候會與聲樂合流，如《玫瑰騎士》第三幕中織體繁複的圓舞曲；史特勞斯也不避諱使用傳統做法以序曲/前奏曲開幕，例如《貢特拉姆》、《阿拉貝拉》、《沉默的女人》。這些段落被視為史特勞斯繼交響詩後的管弦樂名篇，常獨立於歌劇演出或錄製。
史特勞斯偏好女聲，他的絕大部分歌劇都是以女性為主角，細膩描繪了女性人格的眾多面向，與前期男性化主題的交響詩形成對比。

### 藝術歌曲
如同其他德奧前輩作曲家，史特勞斯繼承了寫作藝術歌曲的傳統，且頗為多產，創作生涯共有二百零五首的歌曲。最早的一批作品是童年時（1870-1871）寫下，顯示他對人聲的興趣發端甚早。且這種傾向不隨他日益掌握更複雜的體裁而衰減，而是橫亙了整個生涯直到去世前。史特勞斯從青年時代就開始出版歌曲集，最大的突破則是在1894年出版的四首歌曲（op.27），當中包含知名的〈切契莉亞〉與〈明日〉。史特勞斯也常將原先為人聲與鋼琴譜寫的歌曲編成管弦樂版本，但這種改編時間點不大一定，有時只略晚於原作（如〈明日〉改編於1897年），有時卻晚了幾十年（如1885年創作的〈奉獻〉改編於1940年）。此外他也有一部分歌曲起初即是以管弦樂搭配，如《最後四首歌》。

## 參看
- 古典音乐作曲家列表

## 外部連結
- 《大英百科全书》中的条目：理查·施特勞斯（英文）
- Richard Strauss online
- Richard Strauss Institute, in English （页面存档备份，存于）
- Strauss unpacked: A guide to one of the 20th century's great composers, Kate Hopkins, Royal Opera House （页面存档备份，存于）
- Ernest Newman, Richard Strauss, John Lane: The Bodley Head, 1908.
- Richard-Strauss-Quellenverzeichnis (RSQV) （页面存档备份，存于）
- 理查·施特勞斯的免费乐谱，由国际乐谱典藏计划提供
- 公有領域聲樂檔案館上理查·施特勞斯的作品
- In America with Richard Strauss: Elisabeth Schumann's 1921 diary （页面存档备份，存于）
- Music Is a Holy Art: A Richard Strauss Celebration (Three-part WQXR radio documentary series)
  - Part 1 – Epic Tales Well Told: The Tone Poems of Richard Strauss （页面存档备份，存于）
  - Part 2 – Strong Women Dominate Strauss Operas （页面存档备份，存于）
  - Part 3 – The Enigma of Richard Strauss （页面存档备份，存于）
- 有关理查·施特勞斯在德国经济学中央图书馆（ZBW）20世纪新闻档案中的剪报。
- Richard Strauss recordings at the Discography of American Historical Recordings.